# Antoine Blondin
Pour les articles homonymes, voir Blondin.
Antoine Blondin, né le 11 avril 1922 à Paris et mort le 6 juin 1991 dans la même ville, est un écrivain français,.
Romancier et journaliste, il a aussi écrit sous le pseudonyme de Tenorio. Il est associé au mouvement des Hussards.

## Biographie
Antoine Blondin est le fils de la poétesse Germaine Blondin et de Pierre Blondin, correcteur d’imprimerie. Son père ayant eu une liaison avec une première femme, Raïssa Goldinstein, il a un demi-frère, Boris Blondin. Son père Pierre Blondin se suicide en 1948, ne pouvant pas tenir entre sa femme Germaine Blondin, Raïssa Goldinstein et ses deux enfants.
Antoine Blondin est un brillant sujet à l'école, collectionnant les prix et les récompenses. Après des études aux lycée Louis-le-Grand à Paris et Corneille à Rouen, il obtient à la Sorbonne une licence en lettres.
Sous l'Occupation, il est envoyé en Allemagne dans le cadre du Service du travail obligatoire (STO), qui lui inspire L'Europe buissonnière (1949). Avec ce premier roman, il capte l'attention d'auteurs comme Marcel Aymé et Roger Nimier, qui lui accordent aussitôt leur amitié. Le livre obtient le prix des Deux Magots. D'autres romans suivent (Les Enfants du bon Dieu, L'Humeur vagabonde), qui confirment son talent de plume et la singularité d'un style se situant entre Stendhal et Jules Renard.
Après la guerre, journaliste engagé, Antoine Blondin collabore à de nombreux journaux et notamment à la presse de droite et même d'extrême droite : Aspects de la France, La Nation française et Rivarol. En 1955, il participe à l'hommage rendu par Défense de l'Occident à Robert Brasillach.
Petit à petit, on le voit collaborer à de nombreuses revues ou journaux de tous bords, tels Arts, L'Humanité, Le Figaro et Elle, le plus souvent pour des critiques artistiques ou littéraires.

Il participe à l'aventure de La Table ronde et se retrouve amalgamé avec ses amis à un groupe formalisé par la critique sous le nom de Hussards : 

« À côté d'autres manifestations, nous étions quatre à créer une sorte de club : Roger Nimier, Jacques Laurent, Michel Déon et moi »

Blondin lui-même a toutefois explicitement nié qu'il y ait jamais eu une école ou un mouvement hussard, déclarant clairement à Emmanuel Legeard :

« Ce sont les "hussards" qui sont une invention. Une invention "sartrienne". En réalité, l'histoire, c'est mon ami Frémanger, qui s'était lancé dans l'édition, qui avait un seul auteur, c'était Jacques Laurent, et un seul employé, c'était moi. Laurent écrivait, et moi je ficelais les paquets de livres. Donc on se connaissait, on était amis, et d'autre part… d'autre part, Roger Nimier était mon meilleur ami. Nimier, je le voyais tous les jours. Je l'ai vu tous les jours pendant treize ans. Mais Laurent et Nimier ne se fréquentaient pas du tout. Ils avaient des conceptions très différentes. On n'a été réunis qu'une seule fois. On s'est retrouvés rue Marbeuf, au Quirinal, pour déjeuner. On a discuté de vins italiens et de la cuisson des nouilles. Pendant deux heures. »

Journaliste sportif également, il est l'auteur de nombreux articles parus notamment dans le journal L'Équipe. Il suit pour ce journal vingt-sept éditions du Tour de France et sept Jeux olympiques, et obtient en 1972 le « prix Henri Desgrange » de l'Académie des sports. Ses chroniques sur le tour de France ont contribué à forger la légende de l'épreuve phare du sport cycliste.
Buvant souvent plus que de raison, Blondin a évoqué avec des accents « céliniens » la passion de l'alcool dans Un singe en hiver (1959), qu'Henri Verneuil a adapté pour le cinéma sous le même titre.
Il a passé une grande partie de sa vie au hameau de Salas à Linards, village de Haute-Vienne, dans son Limousin d'adoption.

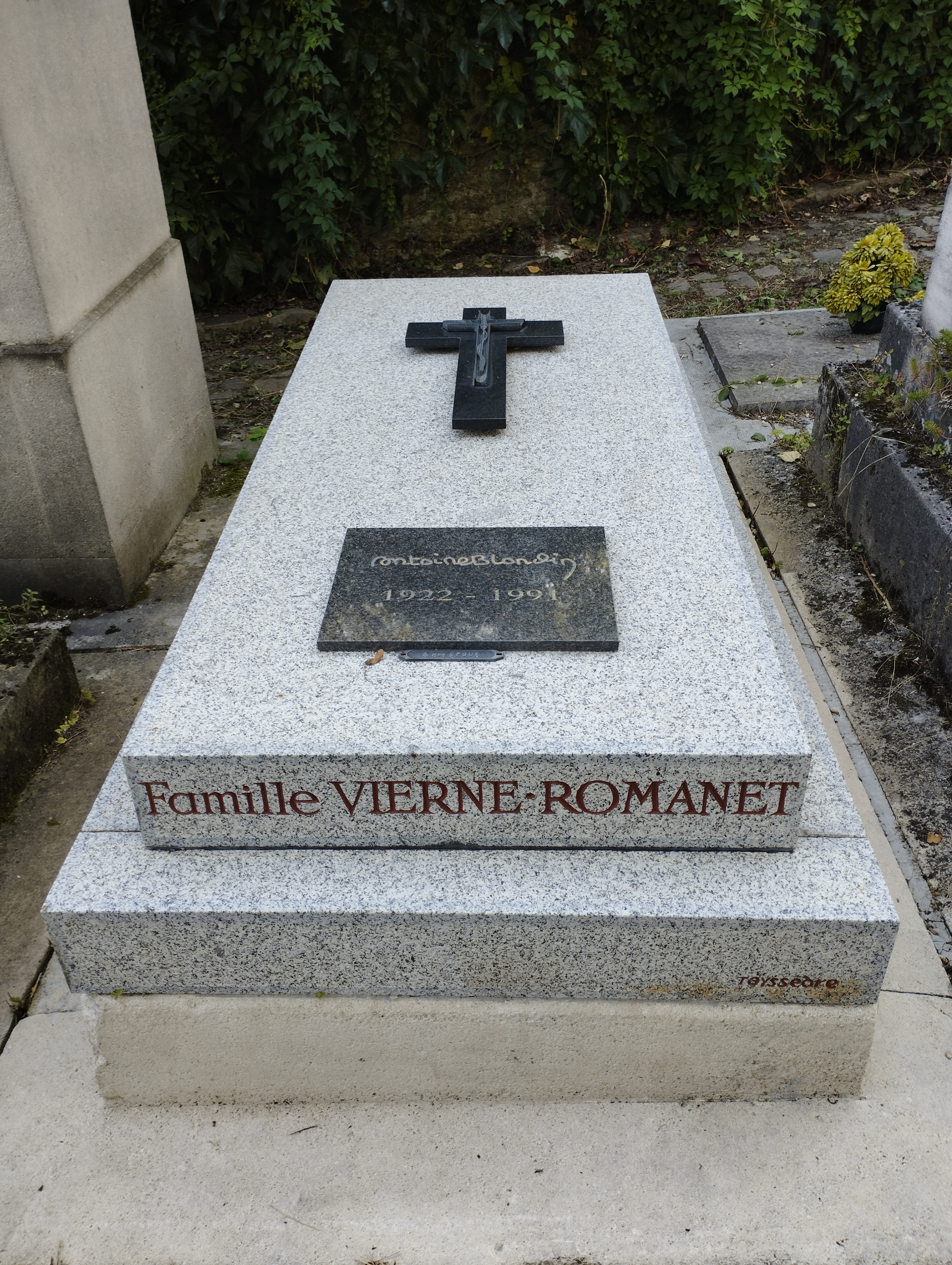
Tombe d'Antoine Blondin au cimetière du Père-Lachaise (division 74).

Il a marqué le quartier de Saint-Germain-des-Prés de ses frasques, jouant à la « corrida » avec les voitures, multipliant les visites dans les bars et collectionnant les arrestations dans un état d'ébriété avancée (cf. son roman autobiographique Monsieur Jadis ou l'École du soir). À la fin, Christian Millau a raconté que ses amis en étaient venus, lorsqu'ils le croisaient dans la rue, à changer de trottoir de peur que Blondin ne les invite à boire un coup.
Il reçoit en 1971 le prix littéraire Prince-Pierre-de-Monaco pour l'ensemble de son œuvre.
Il meurt le 6 juin 1991 dans son appartement du 72 rue Mazarine (6e arrondissement de Paris). Ses obsèques ont lieu à l'église Saint-Germain-des-Prés puis il est inhumé au cimetière du Père-Lachaise (74e division), dans le caveau des Vierne, une branche de sa famille. Sa femme Françoise meurt six ans après lui.
Le square Antoine-Blondin situé dans le 20e arrondissement de Paris lui rend hommage. À Linards, une route porte aussi son nom.

## Œuvres
- 1949 : L'Europe buissonnière, Paris, J. Froissart (prix des Deux Magots) ; réédition, Paris, La Table ronde, 1953.
- 1952 : Les Enfants du bon Dieu, Paris, la Table ronde ; réédition, Paris, Gallimard, 1973, coll. « Folio »  (ISBN 2-07-036474-7).
- 1955 : L'Humeur vagabonde, Paris, La Table ronde ; réédition, Paris, Gallimard, 1975, coll. « Folio »  (ISBN 2-07-037111-5).
- 1959 : Un singe en hiver, Paris, La Table ronde, 1959, (prix Interallié) ; réédition, 1991  (ISBN 2-7103-0502-X).
- 1960 : Un garçon d'honneur, Paris, La Table Ronde (avec Paul Guimard).
- 1965 : La France que j'aime, Paris, Edition SUN (avec Jacques Laurent et Kléber Haedens).
- 1970 : Monsieur Jadis ou l'École du soir, Paris, La Table ronde ; réédition Paris, Gallimard, 1972, coll. « Folio »  (ISBN 2-07-036029-6).
- 1975 : Quat'saisons, Paris, La Table ronde, (prix Goncourt de la nouvelle) ; réédition, Hachette, 1977  (ISBN 2-245-00592-9). Nouvelles.
- 1977 : Certificats d'études, Paris, La Table ronde ; réédition 1993.  (ISBN 2-7103-0556-9)Essais sur Baudelaire, Balzac, Cocteau, Dickens, Dumas, Fitzgerald, Goethe, Homère, Musset, O. Henry, Perret, Rimbaud.1979 : Sur le Tour de France, Paris, Mazarine  (ISBN 2-86374-011-3).
- 1979 : Le Cœur net, Etam (tirage unique à 100 ex.).
- 1982 : Ma vie entre des lignes, Paris, La Table ronde  (ISBN 2-7103-0111-3) ; réédition, Paris, Gallimard, coll. « Folio », 1984  (ISBN 2-07-037578-1). Recueil de textes extraits de diverses revues et publications.
- 1984 : Le Tour de France en quatre et vingt jours, Paris, Denoël  (ISBN 2-207-23026-0)Illustrations de Roger Blachon.
- 1987 : Paris 360 °, Grenoble, Glénat  (ISBN 2-7234-0735-7) Photographies d'Attilio Boccazzi-Varotto.
- 1988 : L'Ironie du sport : chroniques de L'Équipe : 1954-1982, Paris, F. Bourin  (ISBN 2-87686-008-2).
- 1988 : Le Flâneur de la rive gauche, Paris, F. Bourin  (ISBN 2-87686-022-8) ; réédition Paris, La Table ronde, 2004.  (ISBN 2-7103-2693-0) Entretiens avec Pierre Assouline.
- 1988 : Alcools de nuit, Paris, M. Lafon  (ISBN 2-86804-596-0)Publié en compagnie de Roger Bastide et de Jean Cormier.
- 1990 : Devoirs de vacances : Baudelaire, Cocteau, Musset, Rimbaud et... Ulysse, Bruxelles-Paris, Complexe, coll. « Le Regard littéraire »  (ISBN 2-87027-339-8).

### Publications posthumes
- 1991 : Œuvres, R. Laffont, coll. « Bouquins »  (ISBN 2-221-06981-1) Réunit L'Europe buissonnière, Les Enfants du bon Dieu, L'Humeur vagabonde, Un singe en hiver, Monsieur Jadis ou L'École du soir, Quat'saisons, Certificats d'études, Ma vie entre des lignes et L'Ironie du sport.
- 1991 : O.K. Voltaire, Quai Voltaire, Paris. Réédition 2011, Éditions Cent Pages, Grenoble  (ISBN 978-2-9163-9026-0)
- 1993 : Mon journal, la Table ronde, Paris.  (ISBN 2-7103-0557-7) Fac-simile de son journal manuscrit, entrepris en septembre 1936 à la veille de la rentrée des classes.
- 1993 : Un malin plaisir, la Table ronde, Paris.  (ISBN 2-7103-0558-5)Chroniques et points de vue écrits entre 1963 et les années 1970.
- 1999 : La Semaine buissonnière, la Table ronde, Paris.  (ISBN 2-7103-0860-6)« La Semaine buissonnière » était le titre de sa chronique dans L'Équipe. Sur 90 articles présentés, 71 étaient inédits. Édition établie et présentée par Aurore Durry.
- 2001 : Tours de France : chroniques intégrales de L'Équipe, 1954-1982, la Table ronde, Paris.  (ISBN 2-7103-2423-7)Édition établie et présentée par Stéphanie Rysman.
- 2004 : Premières et dernières nouvelles, la Table ronde, Paris.  (ISBN 2-7103-2683-3)Édition établie et présentée par Alain Cresciucci.
- 2006 : Mes petits papiers, la Table ronde, Paris.  (ISBN 2-7103-2858-5)Articles et préfaces, édités par Alain Cresciucci.
- 2011 : L'Humeur vagabonde, suivi de Un singe en hiver, La Table Ronde, Paris.

Les éditions de La Table ronde ont publié l'ensemble de ses œuvres romanesques et les éditions Robert Laffont la totalité de son œuvre écrite dans la collection « Bouquins ».

### Sous le pseudonymeTenorio
- 1965 : L'Adultérologie, Paris, Denoël. Publié en collaboration avec le futur auteur des Choses de la vie, Paul Guimard, écrivant pour l'occasion sous le pseudonyme Seingalt (en référence à Casanova, tout comme Tenorio l'est à Don Juan, censément deux experts en la matière…) et illustré de dessins de Cabu.

Sans doute pour cause de mévente, le livre fut rejaquetté par Denoël quelques mois après sa sortie sous le titre Détrompez-vous avec les véritables patronymes des deux auteurs, commercialement plus « accrocheurs ». D'autant que les deux compères n'en étaient pas à leur coup d'essai, ayant créé à Paris en 1960 la comédie Un garçon d'honneur (mise en scène par Claude Barma, d'après Le Crime de Lord Arthur Saville d'Oscar Wilde), dont le texte fut édité la même année par la Table Ronde.